# Gia Paloma
Gia Paloma, pseudonimo di Karen Christine Catanzaro (Diamond Bar, 27 giugno 1984), è un'attrice pornografica e regista statunitense.

## Biografia e carriera pornografica
Gia Paloma è il nome d'arte di Karen Christine Catanzaro nata a Diamond Bar (California) da una famiglia di origini italiane, è apparsa in oltre 500 film per adulti dal suo debutto nel 2003. Il suo pseudonimo deriva da Gia - Una donna oltre ogni limite (un film del 1998 in cui Angelina Jolie interpretò la modella Gia Carangi) e da Paloma, che in spagnolo significa Colomba e che è il nome di una figlia di Pablo Picasso.
Paloma inizialmente lavorava per la Starbucks (grande catena internazionale di caffetterie) prima di entrare nel porno. Entrò nel business perché aveva bisogno di soldi e anche per pareggiare i conti in sospeso con un ex-fidanzato. Prima del 2007 portava i capelli biondi, mutati poi in castano scuro.
Ha lavorato per studi come: Digital Playground, Wicked, Third Degree, Evil Angel, Jules Jordan Video, JM Productions, Sin City, Extreme Associates e Anabolic video. Molte delle sue apparizioni cinematografiche raffigurano atti di sesso "estremo". Gia Paloma ha concluso il suo contratto con la Extreme Associates, compagnia accusata di oscenità dalle autorità federali, nel maggio del 2006.
La Paloma ha diretto al 2022 18 scene, tre inclusi nella sua serie "Nasty, Hard Sex" e un titolo diretto assieme all'ex marito, Coffee Ron, intitolato "Domestic Disturbance".

## Riconoscimenti
- AVN Awards
  - 2005 – Best All-Girl Sex Scene (video) per The Violation of Audrey Hollander con Audrey Hollander, Ashley Blue, Tyla Wynn, Brodi e Kelly Kline[11]
- XRCO Award
  - 2005 – Best Girl/Girl per The Violation of Audrey Hollander con Audrey Hollander, Ashley Blue, Tyla Wynn, Brodi e Kelly Kline[12]
- Altri premi
  - 2004 – CAVR Female Performer of the Year

## Filmografia

### Attrice
- Big Wet Asses (2003)
- Secrets Exposed (2003)
- Sodomized (2003)
- Sole Man 1 (2003)
- Squeel Like a Pig (2003)
- Tough Love 1 (2003)
- 1 Whore + 1 More 1 (2004)
- 18 and Easy 1 (2004)
- 18 Year Old Pussy 1 (2004)
- 2 on 1 16 (2004)
- All She Wants And More (2004)
- Amateur Cream Pies 3 (2004)
- Anal Cum Addicts (2004)
- Anal Expedition 5 (2004)
- Anal Latex Whores 1 (2004)
- Anal Sluts And Sweethearts 12 (2004)
- Anal Teen Tryouts 3 (2004)
- Apprentass 2 (2004)
- Army of Ass 3 (2004)
- Artcore 1: House of Whores (2004)
- Artcore 2: Toilet Girl (2004)
- Ass Fucked 1 (2004)
- Ass 'troyed (2004)
- Ass Worship 6 (2004)
- Assault That Ass 5 (2004)
- Asseaters Unanimous 5 (2004)
- Assploitations 3 (2004)
- Assploitations 4 (2004)
- Babysitters Gone Bad (2004)
- Bang Van 3 (2004)
- Beef Eaters 1 (2004)
- Belladonna's Fucking Girls 1 (2004)
- Big Black Beef Stretches Little Pink Meat 2 (2004)
- Black Out Girls (2004)
- Blow Me Sandwich 6 (2004)
- Bride Of Dong (2004)
- Bring 'um Young 15 (2004)
- Butts 2 Nuts 1 (2004)
- Camel Toe Jockeys 1 (2004)
- Candy Store Coeds (2004)
- Charlie's Anals (2004)
- Chicks and Salsa 1 (2004)
- Chunky Chicks 24 (2004)
- Cindy's Way 3 (2004)
- Cream Pie For The Straight Guy 1 (2004)
- Cum Drenched Tits 1 (2004)
- Cum Fart Cocktails 1 (2004)
- Cum Filled Throats 4 (2004)
- Cum Swallowing Whores 3 (2004)
- Dear Whore 3 (2004)
- Dementia 1 (2004)
- Dirrty 3 (2004)
- Don't Tell Mommy 4 (2004)
- Don't Tell Mommy 5 (2004)
- Double Dip 'er 3 (2004)
- Double Filled Cream Teens 4 (2004)
- Double Stuffed 5 (2004)
- Down And Dirty (2004)
- Down the Hatch 14 (2004)
- Droppin' Loads 4 (2004)
- Extreme Penetrations 6 (2004)
- Feeding Frenzy 6 (2004)
- Filthy Things 2 (2004)
- Fully Loaded 1 (2004)
- Gangbang Auditions 13 (2004)
- Gia Has a Negro Problem (2004)
- Girl Next Door 2 (2004)
- Girth Wind and Fire 1 (2004)
- Good Girls Doing Bad Things 4 (2004)
- Good Source Of Iron 2 (2004)
- Grand Theft Anal 4 (2004)
- Gutter Mouths 30 (2004)
- Hell Or Bust (2004)
- Hi-teen Club 7 (2004)
- I'm A Big Girl Now 1 (2004)
- Inside Job 1 (2004)
- Interracial Addiction 4 (2004)
- Interracial Anal Teens -n- Toys 2 (2004)
- It's The Chicks 1 (2004)
- Jennifer Luv AKA Filthy Whore (2004)
- Jonni Darkko's Anal Perversions 3 (2004)
- Just My Ass Please 2 (2004)
- Just Sex (2004)
- Lesbian Bukkake 1 (2004)
- Lethal Injections 2 (2004)
- Lezbo A-Go-Go (2004)
- Lipstick and Lingerie 1 (2004)
- Love Thy Neighbor (2004)
- Mad At Daddy 1 (2004)
- Meat Grinders (2004)
- Meat Pushin In The Seat Cushion 3 (2004)
- Meat Pushin In The Seat Cushion 4 (2004)
- MILTF 10 (2004)
- Model For Sex (2004)
- Mouth Meat 1 (2004)
- Nasty Hard Sex 1 (2004)
- Naughty Little Nymphos 14 (2004)
- No Silicone Zone (2004)
- Nymph Fever 9 (2004)
- Older Women And Younger Women 5 (2004)
- Oral Sensations 8 (2004)
- POV Pervert 2 (2004)
- Meat Pushin In The Seat Cushion 4 (2004)
- MILTF 10 (2004)
- Model For Sex (2004)
- Mouth Meat 1 (2004)
- Nasty Hard Sex 1 (2004)
- Naughty Little Nymphos 14 (2004)
- No Silicone Zone (2004)
- Nymph Fever 9 (2004)
- Older Women And Younger Women 5 (2004)
- Oral Sensations 8 (2004)
- POV Pervert 2 (2004)
- POV Squirt Alert 1 (2004)
- Private Xtreme 13: A Woman's Ass Is a Beautiful Thing (2004)
- Quick Draw (2004)
- Rated T For Teen 2 (2004)
- Reganomics 6 (2004)
- Right Out of High School (2004)
- Riot Sluts 1 (2004)
- Rock Hard 1 (2004)
- School Girls 1 (2004)
- School Girls 2 (2004)
- School Of Porn (2004)
- Shitty Shitty Bang Bang (2004)
- Slap Happy 6 (2004)
- Sodomy Law of the Land (2004)
- Sole Man (2004)
- Spring Chickens 8 (2004)
- Squirters 1 (2004)
- Steve Holmes' Perversions 1 (2004)
- Stick It 2 (2004)
- Stick It in My Face 3: Sensory Overload (2004)
- Take It Black 1 (2004)
- Tea Baggers 5 (2004)
- Teacher's Pet 8 (2004)
- Teenage Anal Princess 1 (2004)
- Teens With Tits 2 (2004)
- Texas Asshole Massacre (2004)
- Throat Gaggers 6 (2004)
- Tits and Ass 7 (2004)
- True College Girls 2 (2004)
- University Coeds 41 (2004)
- University Coeds Oral Exams 13 (2004)
- Un-natural Sex 12 (2004)
- Venus Affair (2004)
- Violation of Audrey Hollander (2004)
- Violation of Gia Paloma (2004)
- Violation of Missy Monroe (2004)
- White Sluts Black Nuts 1 (2004)
- Wild Things On The Run (2004)
- Young and Tight 5 (2004)
- 100% Dirty Slut 1 (2005)
- Amateurs and First Timers 2 (2005)
- Anal POV Sluts 1 (2005)
- Ass Appeal 2 (2005)
- Ass Slaves 3 (2005)
- Ass Worship 7 (2005)
- Asseaters Unanimous 10 (2005)
- Barely Legal Corrupted 2 (2005)
- Big Ass Orgy (2005)
- Big Gulps 1 (2005)
- Big Shots 1 (2005)
- Bitch (2005)
- Black Nutz Juice (2005)
- Chunky Chicks Home Alone (2005)
- Confessions Of An Anal Heiress (2005)
- Cream Filled Asses 1 (2005)
- Cum on My Face 4 (II) (2005)
- Cum Oozing Holes 1 (2005)
- Cum Swallowers 1 (2005)
- Cum Swappers 3 (2005)
- Dawn of the Head (2005)
- Frank Wank POV 4 (2005)
- Gag Me Then Fuck Me 1 (2005)
- Gag on This 1 (2005)
- Garbage Pail Girls 1 (2005)
- Go Fuck Yerself 3 (2005)
- Hellfire Sex 2 (2005)
- Her First Anal Sex 4 (2005)
- House of Latex (2005)
- Internal Explosions 4 (2005)
- Internally Yours 4 (2005)
- Intimate Secrets 5 (2005)
- Jack's Teen America 8 (2005)
- Lewd Conduct 22 (2005)
- Liquid Gold 10 (2005)
- Mayhem Explosions 3 (2005)
- Meat Holes 2 (2005)
- Monster Asses (2005)
- Mouth Meat 2 (2005)
- Nailed With Cum (2005)
- Nasty Hard Sex 2 (2005)
- Nasty Hard Sex 3 (2005)
- Nasty Hard Sex 4 (2005)
- Nice Rack 11 (2005)
- No Cocks Allowed 1 (2005)
- Not Another Girl Girl Movie (2005)
- Nurses Gone Wild (2005)
- Oh That's Tight 3 (2005)
- Oral Consumption 7 (2005)
- Paris Goes to Jail (2005)
- Perfect Slut (2005)
- Piss Mops 2 (2005)
- Pop That Cherry 6 (2005)
- POV 4 (2005)
- Ripped (2005)
- Rub My Muff 5 (2005)
- Spunk'd (2005)
- Suckers 9 (2005)
- Sweet Tarts 2 (2005)
- Tag Teamed 3 (2005)
- Tonsil Train (2005)
- Trash Talking Teens (2005)
- Up the Wahzoo Too (2005)
- Week in the Life of Paris Gables (2005)
- Whore Gaggers 2 (2005)
- Wild Things on the Run 2 (2005)
- X-treme Rubber Girls (2005)
- 24 Hours of Sex (2006)
- Ass Addiction 1 (2006)
- Ass For Days 2 (2006)
- Ass Fuckers 2 (2006)
- Big Tit Ass Stretchers 2 (2006)
- Big Wet Tits 3 (2006)
- Bitch 1 (2006)
- Bring Your A Game 2 (2006)
- Class Reunion 3 (2006)
- Cocktails 5 (2006)
- Coed Cock Hunt 2 (2006)
- Contract Girls Gone Gonzo (2006)
- Cum Guzzlers 6 (2006)
- Cumstains 7 (2006)
- Dark Side of Marco Banderas 1 (2006)
- Deeper 2 (2006)
- Dementia 4 (2006)
- Dirty Little Stories 1 (2006)
- Domestic Disturbance (2006)
- Evilution 2 (2006)
- Filth And Fury 2 (2006)
- Flavor of the Month (2006)
- For Love, Money Or A Green Card (2006)
- Fuck Pig (2006)
- Fuck The System (2006)
- House of Whores 3 (2006)
- I Banged my Babysitter (2006)
- Insider (2006)
- Jack's Big Ass Show 5 (2006)
- Jam It All the Way Up My Ass 3 (2006)
- Julia Ann: Hardcore (2006)
- Last Call 2 (2006)
- Latina Anal Heartbreakers (2006)
- Marilyn Chambers Guide To Dirty Dancing (2006)
- MILF Obsession 5 (2006)
- Mistress Anastacia and Her Latex Beauties 1 (2006)
- Mistress Anastacia and Her Latex Beauties 2 (2006)
- Nuts 4 Big Butts 1 (2006)
- Over Stuffed 1 (2006)
- Paris Gables: Chaotic (2006)
- Return To Insanity (2006)
- Rub My Muff 6 (2006)
- Search for Adam and Eve (2006)
- She's Got It (2006)
- Sloppy Seconds 2 (2006)
- Slumber Party Confessions (2006)
- Sperm Sponges 1 (2006)
- Tappin' That Ass 2 (2006)
- Tinkle Time 1 (2006)
- Top Guns 6 (2006)
- Tryst (2006)
- Two for One (2006)
- Two In One Hole (2006)
- Vagina Dialogues (2006)
- Young Cum Lovers 2 (2006)
- 3-Way or No Way 2 (2007)
- 3-Way Vixens 2 (2007)
- Adam and Eve Select 3 (2007)
- Audition (2007)
- Babes Ballin' Boys 19 (2007)
- Baby Fat 4 (2007)
- Big Wet Butts (2007)
- Big Wet Tits 4 (2007)
- Black Cocks in Brunettes (2007)
- Butt I Like It (2007)
- Crack Addict 6 (2007)
- Cum on Baby Bite My Wire 1 (2007)
- Dark Carnival (2007)
- Decadent 3-Ways 2 (2007)
- Deviant Angel (2007)
- Domination (2007)
- Double Decker Sandwich 9 (2007)
- Double Socket 2 (2007)
- East Coast Assault (2007)
- Fabulous (2007)
- Face Sprayers 5 (2007)
- Filthy Fucking Cum Sluts 1 (2007)
- Filthy Fucking Cum Sluts 2 (2007)
- Fishnets 6 (2007)
- Gia Paloma (2007)
- Girls Girls Girls 1 (2007)
- Heinies 7 (2007)
- Jesse Loves Pain (2007)
- Kegger (2007)
- Lesbian Training 7 (2007)
- Marilyn Chambers Guide To Oral Sex (2007)
- Mercedez Takes Control (2007)
- Minority Rules 1 (2007)
- My Neighbor is a Porn Star (2007)
- Naughty Flipside 2: Roxy DeVille (2007)
- Naughty Office 7 (2007)
- Nina Hartley's Guide to Sex for the Bi-Curious Woman (2007)
- Oral Consumption 9 (2007)
- Please Help Me with My Tight Ass (2007)
- Riding Black Horse (2007)
- Romancing The Ass 2 (2007)
- Rubber Masquerade 2 (2007)
- Rubber Toy Lovers 1 (2007)
- Sick Chixxx (2007)
- Slutty and Sluttier 2 (2007)
- Soaked in Sex (2007)
- Sorority Ass Jammers 2 (2007)
- Sperm Drains (2007)
- Suburban Sex Parties (2007)
- Tastes Like Cum 2 (2007)
- Triangles (2007)
- Tunnel Vision 2 (2007)
- Violation of Alicia Angel (2007)
- Viva La Van (2007)
- World's Biggest Suckfest (2007)
- 279 More Pop Shots (2008)
- All About Anal 5 (2008)
- All in the Family (2008)
- Amorous Sexcapades (2008)
- Anally Yours... Love, Bree Olsen (2008)
- Ass Traffic (2008)
- Bitch 3 (2008)
- Brandon Iron's 287 Pop Shots (2008)
- Chanel No. 2 (2008)
- Creamery 4 (2008)
- Double Ass Meat-Injection (2008)
- Front Door Punishment (2008)
- Horat (2008)
- MILF Hookers 2 (2008)
- My Friends Are Fucking My Mom 1 (2008)
- Nut Busters 10 (2008)
- Perversions 1 (2008)
- Pornstar Anal Sluts 1 (2008)
- Possessed By Sex (2008)
- Sex Gallery (2008)
- Sinful Fucks (2008)
- Smoking Interviews 3 (2008)
- Spunk'd 8 (2008)
- Sword Swallowers (2008)
- Take It Off (2008)
- Team Squirt 4 (2008)
- Teen MILF 7 (2008)
- Those Fucking Neighbors 2 (2008)
- 101 Natural Beauties (2009)
- Anal Adventures (2009)
- Ass The New Pussy (2009)
- Battle of the Sluts 3: Bobbi Starr vs Annette Schwarz (2009)
- Bimbo Reality Sex 3 (2009)
- Creamy Faces 1 (2009)
- Games of Love (2009)
- Joanna Angel's Totally Screwed Out of a Shower (2009)
- Totally Natural Nymphos 11 (2009)
- We DP The Babysitter (2009)
- Young Tight Pussies 2 (2009)
- Devil in Bed (2010)
- Real Porn Auditions 4 (2010)
- Bondage Girl-A-Go-Go (2011)
- Charlie's Devils (2011)
- Cock Hungry Teens (2011)
- Dirty Fuck Dolls (2011)
- Fresh (2011)
- Graphic DP 3 (2011)
- Hot Sex 2 (2011)
- ASSministrators ASSistant (2012)
- College Coeds Take On All Cummers (2012)
- Playgirl's Hottest: Leather And Lace (2012)
- That's Just Fucking Rude (2012)
- Triple "D" Her (2012)
- Two In My Butt (2012)
- Whole Lot Of Ass (2012)
- Young and Extremely Wild (2012)
- Anal Interludes (2013)
- Black and Tan (2013)
- Thigh Scrapers 2 (2013)
- Throat Fuckers (2013)

### Regista
- Nasty Hard Sex 1 (2004)
- Nasty Hard Sex 2 (2005)
- Nasty Hard Sex 3 (2005)
- Nasty Hard Sex 4 (2005)
- Suburban Sex Parties (2007)